# Cronologia de les tecnologies de la mesura del temps

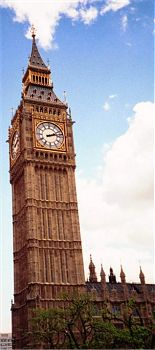
La Torre del rellotge, a Londres, que alberga el cèlebre Big Ben.

| Any     | Mètode de mesura |
| ------- | --- |
| 1300 aC | Al Cenotafi de Seti I en Abidos es descriu l'ús d'un rellotge de sol. |
| 1200 aC | A la Xina l'astrònom Tscheu-Kong descriu un ortoestil (d'un proto rellotge solar). |
| 270 aC  | Ctesibi construeix un rellotge d'aigua. |
| 50 aC   | Andrònic de Cirro construeix a Atenes la famosa Torre dels Vents, que és una columna amb forma octogonal, cada cara té un rellotge de sol orientat a cadascuna de les direccions dels vents. |
| 46 aC   | Juli Cèsar i Sosígenes creen un calendari solar amb anys de traspàs. |
| 1000    | Els vikings utilitzen un sistema basat en l'angle de la llum solar per calcular la latitud.                                                                                                  |
| 1000    | Disseny de grans rellotges a les ciutats d'Europa. |
| 1272    | Ramon Llull dissenya un nocturlabi |
| 1330    | El monjo Richard de Wallingford comença a construir un rellotge astronòmic i després de trenta anys de treball acaba la seva obra William de Walsham.                                        |
| 1335    | Primer rellotge mecànic conegut a Milà. |
| 1400    | Durant el regnat d'Enric III el Doliente s'instal·la a la ciutat de Sevilla, a la torre de l'església de Santa Maria, el primer rellotge mecànic amb campanes a Castella.                    |
| 1502    | Peter Henlein construeix el primer rellotge de butxaca. |
| 1575    | El matemàtic i astrònom espanyol Pedro Roiz escriu en castellà el primer llibre de Gnomònica titulat Llibre dels Rellotges solars .                                                          |
| 1582    | El Papa Gregori XIII, Aloysius Lilius, i Christopher Clavius introdueixen el calendari gregorià amb un sistema d'anys de traspàs modificat.                                                  |
| 1656    | Christian Huygens construeix el primer rellotge de pèndol. |
| 1725    | El rellotger francès Antoine Thiout a Vesoul dissenya un rellotge mecànic que proporciona l'hora solar mitjançant la correcció de l'equació del temps.                                       |
| 1737    | John Harrison presenta el primer cronòmetre nàutic estable, aconseguint precisar la longitud a alta mar.                                                                                     |
| 1750    | Els enginyers M. Weltin i J.G. Wernle construeixen un rellotge solar equatorial capaç de marcar els minuts.                                                                                  |
| 1884    | La Conferència Internacional del Meridià adopta el meridià de Greenwich com a referència horària mundial en honor de Nevil Maskelyne.                                                        |
| 1928    | Joseph Horton i Warren Morrison construeixen el primer rellotge de quars. |
| 1946    | Felix Bloch i Edward Purcell descobreixen la ressonància magnètica nuclear. |
| 1949    | Harold Lyons desenvolupa el rellotge atòmic basat en la vibració molecular de la mecànica quàntica.                                                                                          |